# Zaida Bergroth
Zaida Bergroth, född 8 februari 1977 i Kivijärvi, är en finländsk filmregissör och manusförfattare.
2004 avlade hon examen vid Aalto-universitetets högskola för konst, design och arkitektur. Hon långfilmsdebuterade 2009 Skavabölegrabbarna. År 2019 blev det klart att Bergroth skulle regissera Tove, en film om Tove Janssons liv med Alma Pöysti i huvudrollen och efter manus av Eeva Putro. Filmen blev Finlands nominering till Oscar för bästa internationella långfilm. Det var Bergroths första film på finlandssvenska, efter att tidigare främst ha gjort filmer på finska. Hon konstaterade att det sista hon ville göra var att göra en "Wikipedia-film", det vill säga en film som listar upp de viktigaste händelserna i Janssons liv och inget mer.

## Filmografi[13]
- 1999 Veera (kortfilm)
- 1999 Säämies (kortfilm)
- 2002 Viime hetken ostoksia (kortfilm)
- 2004 Lasileuka (kortfilm)
- 2007 Heavy Metal (kortfilm)
- 2007 Kunnanjohtaja (kortfilm)
- 2009 Skavabölegrabbarna
- 2011 Hyvä poika
- 2017 Miami
- 2018 Oona (kortfilm)
- 2019 Marias paradis
- 2020 Tove
- 2023 – Detektiven från Beledweyne (TV-serie)

## Priser[14]
- 2002 Sleepwalkers Special Mention till Viime hetken ostoksia (Last Minute Shopping) för bästa klippning vid Tallinn Black Nights Film Festival
- 2004 Specialpriset till Lasileuka (Glass Jaw) vid Tampere Film Festival
- 2007 Main Prize till  Heavy Metal vid Tampere Film Festival
- 2007 Publikens pris till Heavy Metal vid Tampere Film Festival
- 2009 Flash Forward Award till  Skavabölen pojat (Boys of Skavaböle) vid Busan International Film Festival
- 2010 Pris för bästa film till Skavabölen pojat (Boys of Skavaböle) vid Anjalankoski Film Sunday
- 2011 Gold Hugo till Hyvä poika (The Good Son) vid Chicago International Film Festival
- 2012 Grad Prix till Hyvä poika (The Good Son) vid Prague International Film Festival
- 2012 Grand Price  till Hyvä poika (The Good Son) vid Mons International Festival of Love Films
- 2012 Jussi awards till Hyvä poika (The Good Son) för bästa regi. Finland's premier film industry event.
- 2012 Juryns specialpris för bästa film till Hyvä poika (The Good Son) vid Luxor Egyptian and European Film Festival